# プリムス・ベルベディア
ベルベディア、ベルヴェディア（Belvedere ）は、1951年から1970年までプリムスのブランドで製造販売されたアメリカ車である。

## 歴史

### 初代（1951年-1961年）

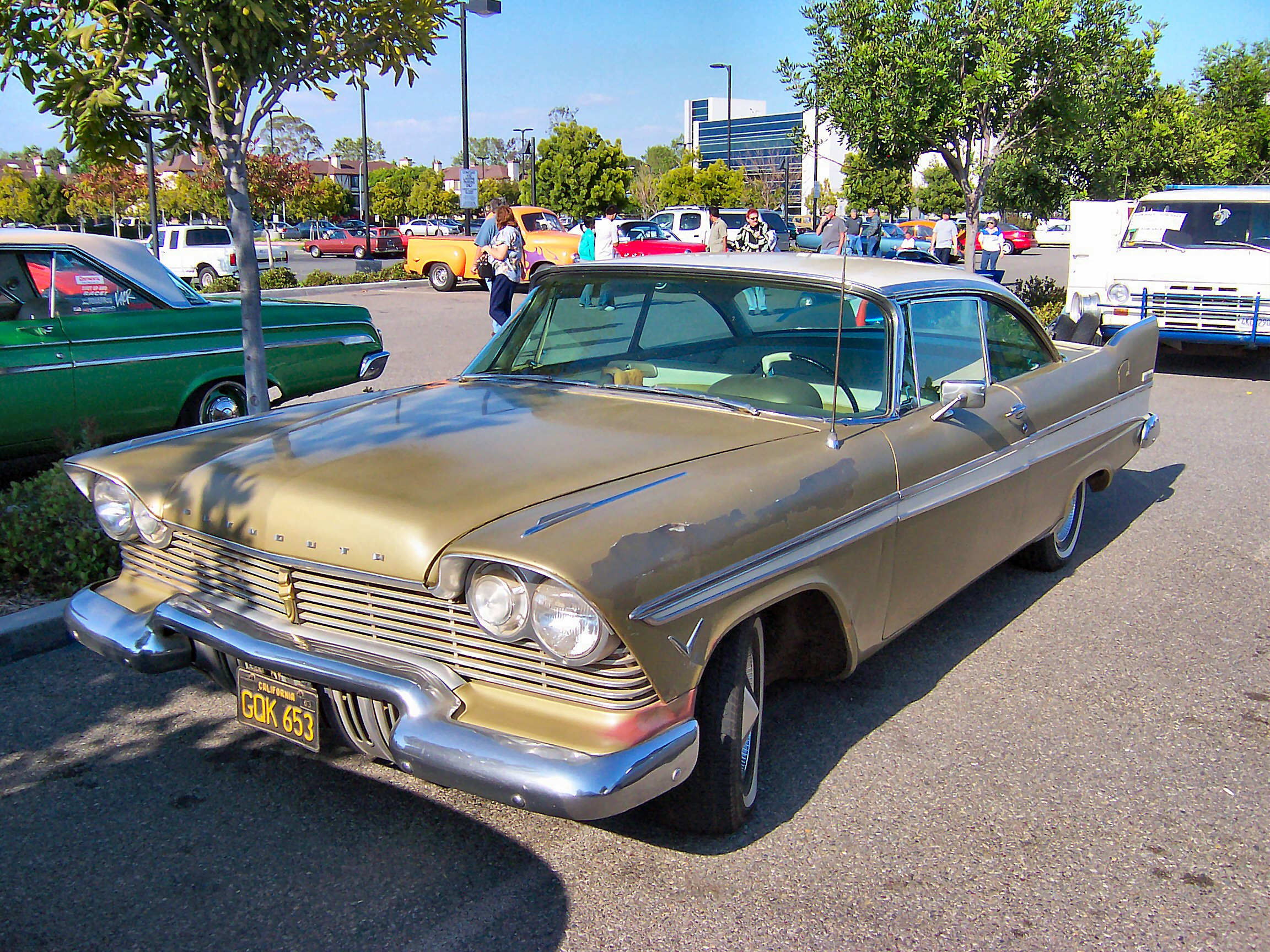
1957年型

アメリカ市場での安価な2ドアハードトップとして1950年に登場して大成功したシボレー・ベルエアに対抗すべく1951年3月31日に発表された。2ドアハードトップとしてはプリムス最初の車両であった。
1951年のベルベディアは、独立したモデルではなかった。3,010mmのホイールベースをベースとして、2ドアのベルベディアは、非常に好ましい大きさとなった。
パワートレインは直列6気筒エンジンで、217.8立方インチ(3.6L)に換装可能であった。圧縮比は比較的低い7:1で、97馬力で、最初の年販売は、2,114ドルから始まった。
1952年の間、プリムスはベルベディアに大きな変更を加えなかったが、最大の変更は、色彩設計であった。さらにトップレベルのベルベディアと他のプリムス車とを区別するため、2つの色調はその時屋根からウエストラインを越えてトランクにかけて塗装され、その処理は「サドルバック」と称された。2つのトーンの色彩設計は、ブラックとミントブルー、グレーとブルーの組み合わせであった。またオーバードライブが1952年のオプションとして搭載可能となった。エンジンは1951年からの流用であった。しかし価格は2,216ドルまで上がった。1951年と1952年の生産台数はシボレー・ベルエアとフォード・ビクトリアの生産台数の1/4をわずかに上回っただけの51,266台となった。
ベルベディアは、1953年までクランブルック・シリーズの一部のままであった。その年の間、全てのプリムスモデルは、完全に一新された。ホイールベースは114inに短縮され、ワンピースフロントガラスや後部のフェンダーが変更された。
1953年4月に、プリムスはハイ・ドライブなセミオートマチックトランスミッションを搭載した。またその翌年フォードがフル・オートマチックトランスミッションのO-マチックを開発すると、プリマスは1950年にフル・オートマチック・パワーグライドを開発していたシボレーとも遅れをとっていた。エンジンは、7.10:1への圧縮比のわずかな増加である唯一の強化で、1952年から流用された。より短いホイールベースは、一部の消費者と批評家に酷評された全体的に短くて太いデザインとなった。2,132ドルに値下げされたが需要はむしろ低くなった。合計35,185台が1953年に販売された。
ベルベディアは、1954年のトップレベルの商品として、クランブルックにとって代わった。2ドアハードトップの他に、コンバーチブル、2ドアステーションワゴン、4ドアセダンまたは前記の2ドアハードトップ（スポーツクーペ）を選ぶことができた。わずかなスタイル改修は、ボディデザインにも及んだ。初めて、小さなクロムのテールフィンが、後部のフェンダーの上に現れた。1954年3月に、プリムスはついにフル・オートマチック・トランスミッションを提供した。また、より大きな標準的なエンジンは新しかった。230.2立方in6気筒は、ダッジ部門から流用された。パワーは、その時110馬力となった。しかし生産台数は32,492台に下がった。
全てのプリムスは、1955年モデルで大規模なオーバーホールが実施され、ベルベディアはラインナップのトップに帰り咲いた。1956年、プリムス・スタイルは、1955年から進化した。より劇的な後部のテールフィンの処置は、最も顕著であった。1956年前半には、プリムス・フューリーは、特別版高性能モデルとしてベルベディアのラインと統合された。
1957年はクライスラーの当り年で、プリムスも例外ではなかった。プリムスのデザインは、クライスラーがスローガンを使用したように革命的であった。「突然ですが、1960年です！」というスローガンで、新車を販売促進した。ベルベディアのラインは、再びフューリーを統合した。今年、デュアル4バレルのキャブレターによる新しい318立方inV型8気筒はフューリーの標準的なエンジンであり、それは全てのプリムス車で利用可能であった。ベルベディアは、1958年の最上レベルの車として、再び帰り咲いた。スタイルは、ピカピカの1957年のモデルから進化的であった。デュアル4バレルのキャブレターによる350立方inV型8気筒が「金色のコマンドーと呼んだビッグ・ブロック・エンジン」であった。フューリーが1959年のプリムスのトップモデルとなったあと、ベルベディアは中間の定価設定のモデルに降格された。

### 2代目（1962-1970年）

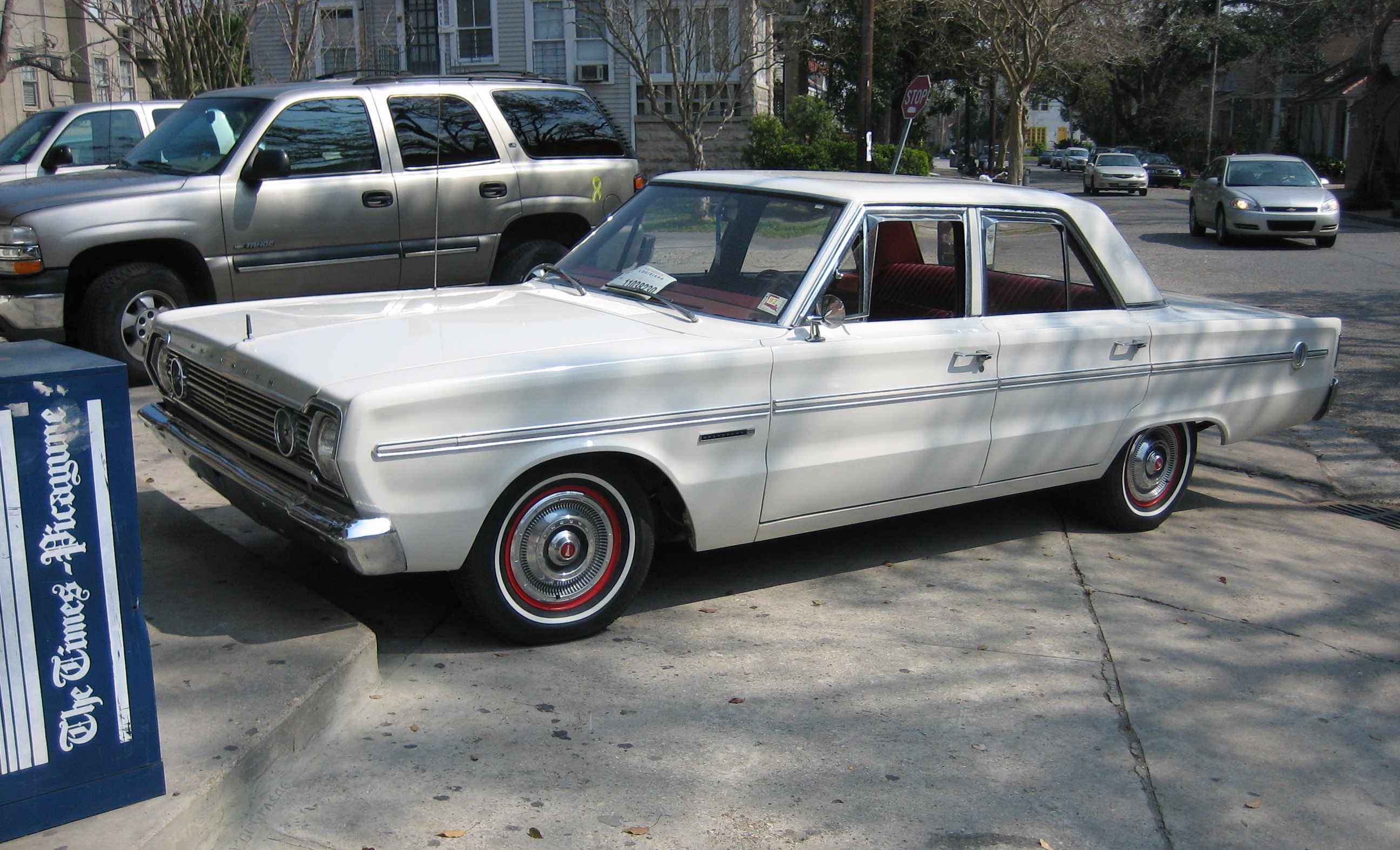
1966年型

ベルベディアは1961年まで、プリマスの中間価格がついたフルサイズのモデルとして残った。そしてその後、名前はプリムスの新しい「中型」モデルに流用された。より高い手入れをされたプリムス・サテライト（1964年登場）、スポーツカーのプリムス・GTX（1967年登場、当初はプリムス・ベルベディアGTX）と手ごろな値段のマッスルカーのプリムス・ロードランナー（1968年登場）を含んだ。ベルベディアは1970年まで存続したが、1971年からはサテライトが中間モデルのベーシック車両になり、その後、1975年からフューリーが中間モデルのベーシック車両になりサテライトは生産終了し、フルサイズはフューリーに変わってグランフューリーが生産された。
1964年のベルベディアは426立方inのクライスラーヘミエンジンを搭載した。これはかなりの高回転を実現するよう改善されたエンジンで、ベルベディアは1964年のNASCARのデイトナ500で優勝、2位、3位を占めた。このレースで勝利を収めたのは、リチャード・ペティであった。ベルベディアはその適当なサイズのため、プリムス・ナスカーのエントリー車に選ばれ、そしてその結果1964年のボディスタイルは時代の他のプリムスと比較してわずかに低い形を与えられた。
日本のテレビドラマである『西部警察』第24話では、1969年モデルのベルベディアが犯人側車両として登場し、大門団長らの230型セドリック（覆面パトカー）と激しいカーチェイスを演じた末に、最後は横転し爆発炎上するという結末であった。

## ミス・ベルベディア

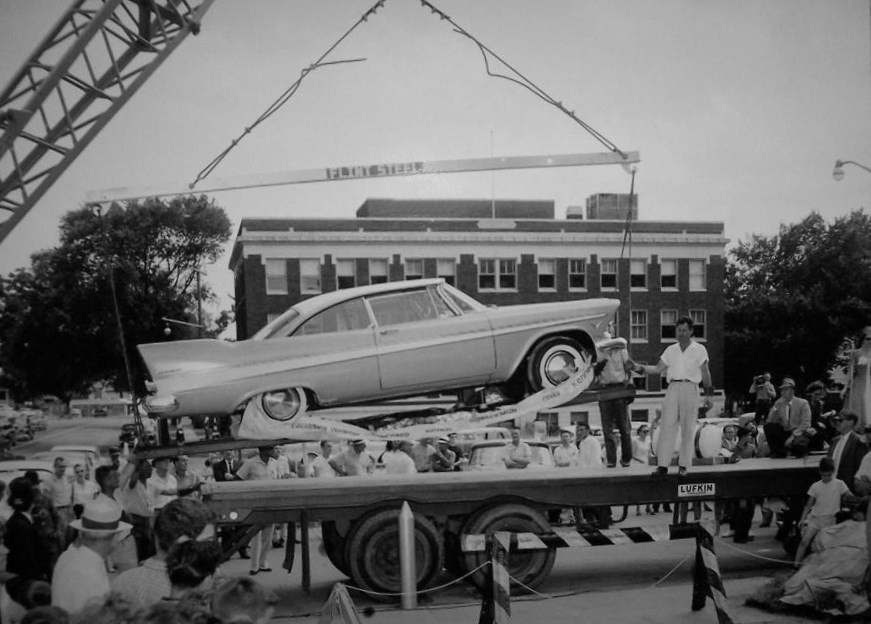
保管前のミス・ベルベディア（1957年）

オクラホマ州が合衆国加入から50周年を迎えた1957年、タルサに地下室構造のタイムカプセルが建設され、ミス・ベルベディアと名付けられた1957年式のベルベディアの他、これの燃料として50年後の石油資源の枯渇やガソリン車の衰退の可能性も考慮したガソリン缶が内部に納められ、華々しいセレモニーが行われる中、埋設された。
これは50年後の2007年、同州の合衆国加入100周年記念式典にあわせて開封されるものとされ、開封時には当時募集された「2007年のタルサの人口を当てるクイズ」の最近似値の回答者本人ないし子孫などの血縁者に贈られるという企画になっていた。同時に100ドルの定期預金口座が開設され、当選者にはこの口座の預金もプレゼントされる事となっており、預金口座は2007年時点で利息により残高は約700ドルとなっていた。
ところが、実際に2007年に地下室から取り出されたミス・ベルベディアはその原型こそ保っていたが、往時の見る影もなく廃車同然に赤錆びており、動作するとは到底考えられない朽ち果てた状態に劣化していた。これは地下室について、人間などが入れないように封印はされていたが気密性が低く、長い年月の間に徐々に地下水が地下室に染み込んでゆき、これが原因で腐食してしまったものであった。しかし、車体や車内のグローブボックスに収められた様々な物品が腐朽していた一方で、車体と共に保管された完全密閉されたドラム型カプセルに収められた星条旗や当時の市関係者のメッセージカードなどの様々な文書類は、埋設当時の状態を維持したままで回収された。
前述のクイズ企画で応募者812人の中からミス・ベルベディアの所有権を獲得したのは、実人口384,743人に対して382,457人の近似値を提示したレイモンド・ハンバーソンであったが、ハンバーソンは1979年に、妻も1988年に死去しており、直系の子孫はいなかった。彼の姉妹に当たる女性たちも既に80代から90代に達する高齢であったため、最終的に彼の甥にあたる親戚が所有権を受け継ぐ事となった。
ミス・ベルベディアは2007年11月、ニュージャージー州の工房「ウルトラ・ワン」に搬入された。公道への復帰が困難な状態であるため、当面は静態保存を継続すべくボディや内装の除錆作業が行われ、朽ちたフレームや足回りは1957年式プリマス・サヴォイをドナーとする形でレストア作業が続けられていたが、2009年時点では代替部品が確保できない電気系統やステアリング系統などの修復が課題とされている状況であった。その後、2012年に同社からスミソニアン博物館にミス・ベルベディアの移管について交渉が行われていたが、スミソニアンはウルトラ・ワン側に「1950年代の歴史的遺物としての価値は間違いがない物であるが、展示を行うには車体の状態が悪すぎる」と回答し、この交渉は不調に終わった。
ウルトラ・ワンでのレストア作業は、最終的にボディや内装の脱錆作業に約2万ドルを費やした時点で停止された。腐り落ちたリアサスペンションのリーフスプリングの交換の際に、後部フレームの腐食が余りにも進みすぎており、新しいスプリングで車重を支える事が困難である事が判明したため、公道復帰の計画は断念された。その後数年間、ミス・ベルベディアは全米各地の自動車博物館への寄贈交渉を行いながら、ウルトラ・ワンの倉庫内に保管された状況であった。
2015年6月、ウルトラ・ワンの作業主任者であるドウイト・フォスターは、ミス・ベルベディアがイリノイ州ロスコーの自動車博物館、ヒストリック・オート・アトラクションズに恒久展示される交渉がまとまった事を発表した。
なお、タルサでは市制50周年を迎えた1998年にも、将来的な市制100周年記念行事の一環としてプリムス・プロウラーをタイムカプセルとして地上の保管庫に収蔵しており、2048年の記念式典で開封される予定である。